# Pennautier
Pennautier ist eine südfranzösische Gemeinde mit 2875 Einwohnern (Stand 1. Januar 2022) im Département Aude in der Region Okzitanien.

## Lage
Pennautier liegt am kleinen Fluss Fresquel in einer Höhe von etwa 120 Metern ü. d. M. und etwa sieben Kilometer (Fahrtstrecke) nordwestlich von Carcassonne.

## Bevölkerungsentwicklung
| Jahr      | 1793 | 1901 | 1946 | 1962 | 1968 | 1975 | 1982 | 1990 | 1999 | 2006 | 2011 | 2015 |
| Einwohner | 1214 | 1104 | 1014 | 1079 | 1245 | 1275 | 1375 | 1936 | 2253 | 2434 | 2442 | 2494 |

Im 19. Jahrhundert hatte der Ort stets zwischen 1000 und 1300 Einwohner. Trotz der Reblauskrise sowie der Mechanisierung der Landwirtschaft und dem damit verbundenen Verlust von Arbeitsplätzen ist die Einwohnerzahl auch im 20. Jahrhundert im Großen und Ganzen stabil geblieben bzw. noch angestiegen, was in erster Linie mit den im Vergleich zur nahegelegenen Großstadt Carcassonne vergleichsweise günstigen Mieten und Grundstückspreisen zusammenhängt.

## Wirtschaft
Die Umgebung des Ortes ist immer noch geprägt von der Landwirtschaft. Seit der Römerzeit wird in der Region Wein angebaut; der Ort gehört heute zum Weinbaugebiet Cabardès (AOC). Im ausgehenden 20. Jahrhundert ist der Tourismus in Form der Vermietung von Ferienwohnungen (gîtes) als Wirtschaftsfaktor hinzugekommen.

## Geschichte
Zur Geschichte des Ortes in gallorömischer und mittelalterlicher Zeit ist nicht viel bekannt. Nach dem Ende der Hugenottenkriege (1562–1598) ließ Bernard Reich de Pennautier, Schatzmeister der Provinz Languedoc unter Ludwig XIII., das Schloss erbauen, welches um 1620 weitgehend fertiggestellt war. Sein Sohn Pierre Louis Reich de Pennautier beauftragte den königlichen Architekten Le Vau um 1670 mit der Vergrößerung des Schlosses im Stil von Versailles.

## Sehenswürdigkeiten
Das Schloss Pennautier mit seiner sich an Versailles orientierenden Architektur ist ein bauliches Unikat im Süden Frankreichs – es wird auch als das „Versailles des Languedoc“ bezeichnet, denn neben seinem Architekten Le Vau war auch der Gartenarchitekt Le Nôtre mit den Planungen befasst. Der etwa 60 Meter lange und 2½-geschossige Kernbau wird von zwei knapp 20 Meter langen seitlichen Pavillons begleitet, so dass sich eine Gesamtlänge von ca. 100 Metern ergibt. Während im Mittelteil nur Rechteckfenster zu sehen sind, sind die Fenster in den Pavillons gewölbt. Der Bau ist – mit Ausnahme der grauen Natursteinteile – komplett aus Ziegelsteinen errichtet, die jedoch anschließend verputzt wurden. Das Schloss ist seit 1972 als Monument historique anerkannt. Im Jahr 1989 wurde auch das historische Mobiliar unter Schutz gestellt. Der Baukomplex befindet sich in Privatbesitz und dient heute als Weingut sowie als Hotel.

## Persönlichkeiten
- Pierre Louis Reich de Pennautier (1614–1711), Schatzmeister der Provinz Languedoc, war möglicherweise in die Giftaffäre (1675–1682) am französischen Königshof verwickelt.